# Энергетик (памятник)
Памятник энергетику в Донецке представлен в виде скульптуры монтёра, с мотком из проволоки, высотой 9 метров, с поднятыми вверх руками, между которыми проходит искра. Выполнена скульптура из металла. Памятник установлен в 1979 году возле трамвайной остановки «Южэлектросетьстрой» и смотрит прямо на здание бывшего треста. Установлен памятник в честь славного труда донецких энергетиков.
Авторы памятника — архитектор Проценко В. Д. и скульптор Бринь Л. А.. Памятник находится на улице Краснооктябрьской в Будённовском районе Донецка.